# Big Bug (Arizona)
Pour les articles homonymes, voir Big Bug.
Big Bug est une ville fantôme située dans le comté de Yavapai dans l'État de l'Arizona aux États-Unis. Elle est située à douze milles au sud-est de Prescott. Elle fut établie en 1862.

## Annexe